# Edmund Szopka

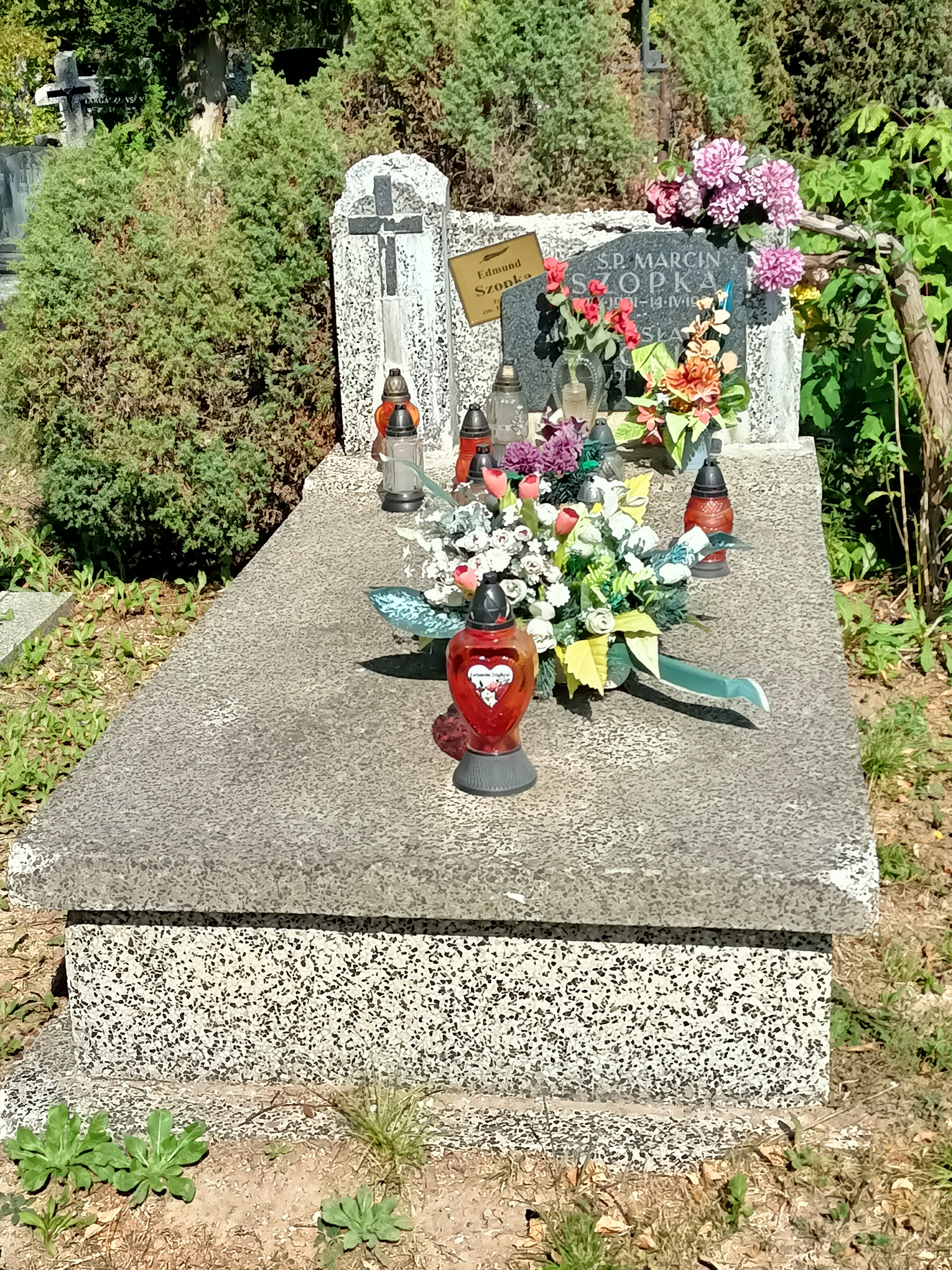
Grób Edmunda Szopki na Cmentarzu Komunalnym Północnym w Warszawie

Edmund Szopka (ur. 6 października 1929, zm. 17 marca 2021 w Warszawie) – polski działacz socjalistyczny i historyk, dr płk, wielokrotny członek władz naczelnych PPS.

## Życiorys
Od 1944 lub 1945 należał do PPS i OMTUR. Był oficerem WP. Posiadał stopień naukowy doktora nauk historycznych. Po transformacji systemowej w Polsce brał udział w odtwarzaniu PPS, wielokrotnie będąc członkiem władz naczelnych partii. Był między innymi przewodniczącym Krajowej Rady Seniorów i Weteranów PPS i redaktorem pisma „Tydzień Robotnika”. Udzielał się również w ramach Komitetu Budowy Pomnika Żołnierzy II Armii Wojska Polskiego w Poznaniu oraz Ogólnopolskiego Komitetu Antywojennego.
Został pochowany na Cmentarzu Północnym w Warszawie (kwatera: W-VIII-13
rząd: 11, grób: 6) wraz z rodzicami – Marcinem (1901–1984) i Stanisławą z domu Szynklewską (1901–1999).

## Wybrane odznaczenia
- Krzyż Oficerski Orderu Odrodzenia Polski (1998)[4]